# George Edgar Ohr

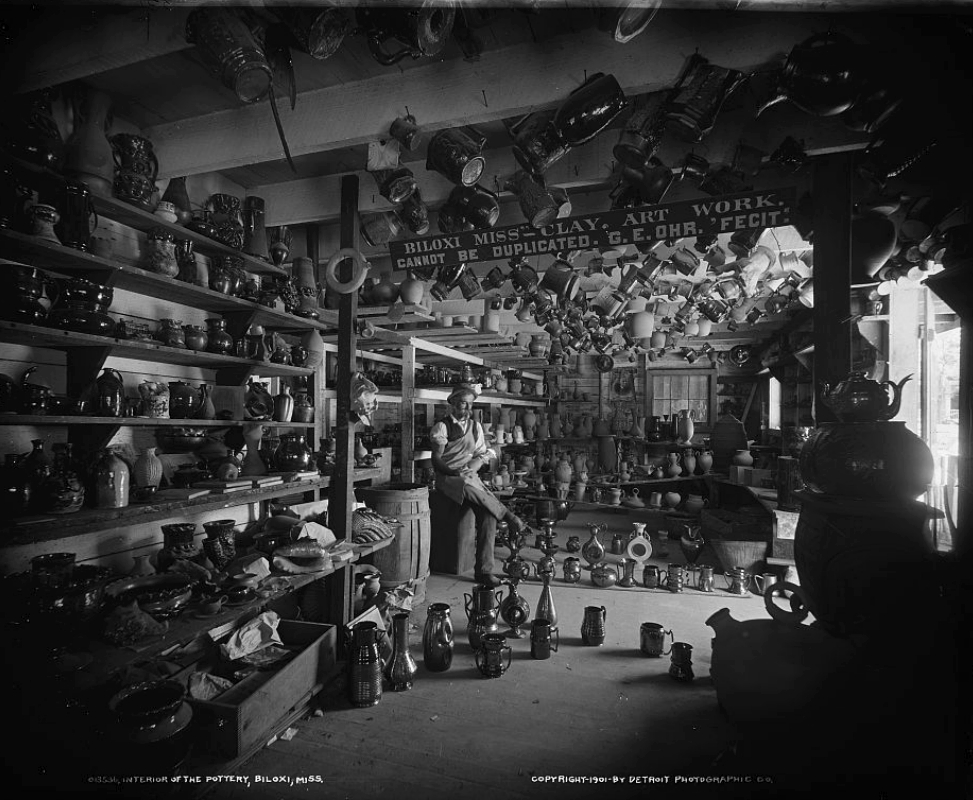
Interior del taller d'Ohr reconstruït, 1901

George Edgar Ohr (12 de juliol, 1857 – 7 d'abril, 1918) va ser un artista ceramista americà del Mississipi, que s'anomenava ell mateix el «Ceramista Boig de Biloxi». En reconeixement de la seva experimentació innovadora de formes ceràmiques molt modernes, sovint és considerat el precursor del moviment Abstracte-Expressionista Americà.

## Vida privada
George Ohr va néixer a Biloxi, Mississipi, el 12 de juliol de 1857. Era fill d'una parella d'immigrants alemanys que, després d'arribar a Nova Orleans cap al 1850, van casar-se i van traslladar-se a Biloxi. George Ohr va provar sort en diversos negocis, abans d'interessar-se per la ceràmica el 1879, mentre era aprenent de Joseph Fortune Meyer. Ohr es va casar amb Josephine Gehring de Nova Orleans el 15 de setembre de 1886. Van tenir deu criatures, però malauradament només 5 van arribar a l'edat adulta. George Ohr va morir de càncer de gola el 7 d'abril de 1918.
La ceràmica excèntrica d'Ohr no es va vendre massa bé durant la vida del ceramista. Veient com la seva obra no es venia ni es valorava, va dir: “ Sé que sóc un error". Tot i així, va predir: "Quan ja no hi sigui, la meva obra serà admirada, honorada i celebrada. Això passarà.”
Ohr va aprendre l'ofici de ceramista a Nova Orleans amb Joseph Meyer, un ceramista provinent, com el mateix Ohrs, de l'Alsàcia-Lorena. El pare d'Ohr havia bastit la primera ferreria a Biloxi i la seva mare hi regia una tenda d'alimentació que havia tingut molta acceptació des del principi. Al llarg de la seva vida, Ohr va crear al voltant d'unes 10,000 peces reconegudes. Qualificava la seva obra d' "inigualable, indiscutible, incomparable". El 1884, Ohr va exposar i vendre la seva ceràmica a la World's Industrial and Cotton Centennial Exposition a Nova Orleans. Dels centenars de peces que va mostrar, Ohr presumia que "no n'hi havia dues d'iguals."
El 1894 un incendi que va cremar quasi tot Biloxi també va destruir el taller d'Ohr, i s'ha destacat que les obres d'Ohr posteriors al foc contenen una enorme "energia" i "fluïdesa". George Ohr anomenava les seves peces "bebès de fang". Després que el seu taller i la seva obra fossin destruïts va reunir les peces que havien sobreviscut al foc, i encara que cremades, va guardar-les totes. Les anomenava els seus "bebès cremats".

## Obra

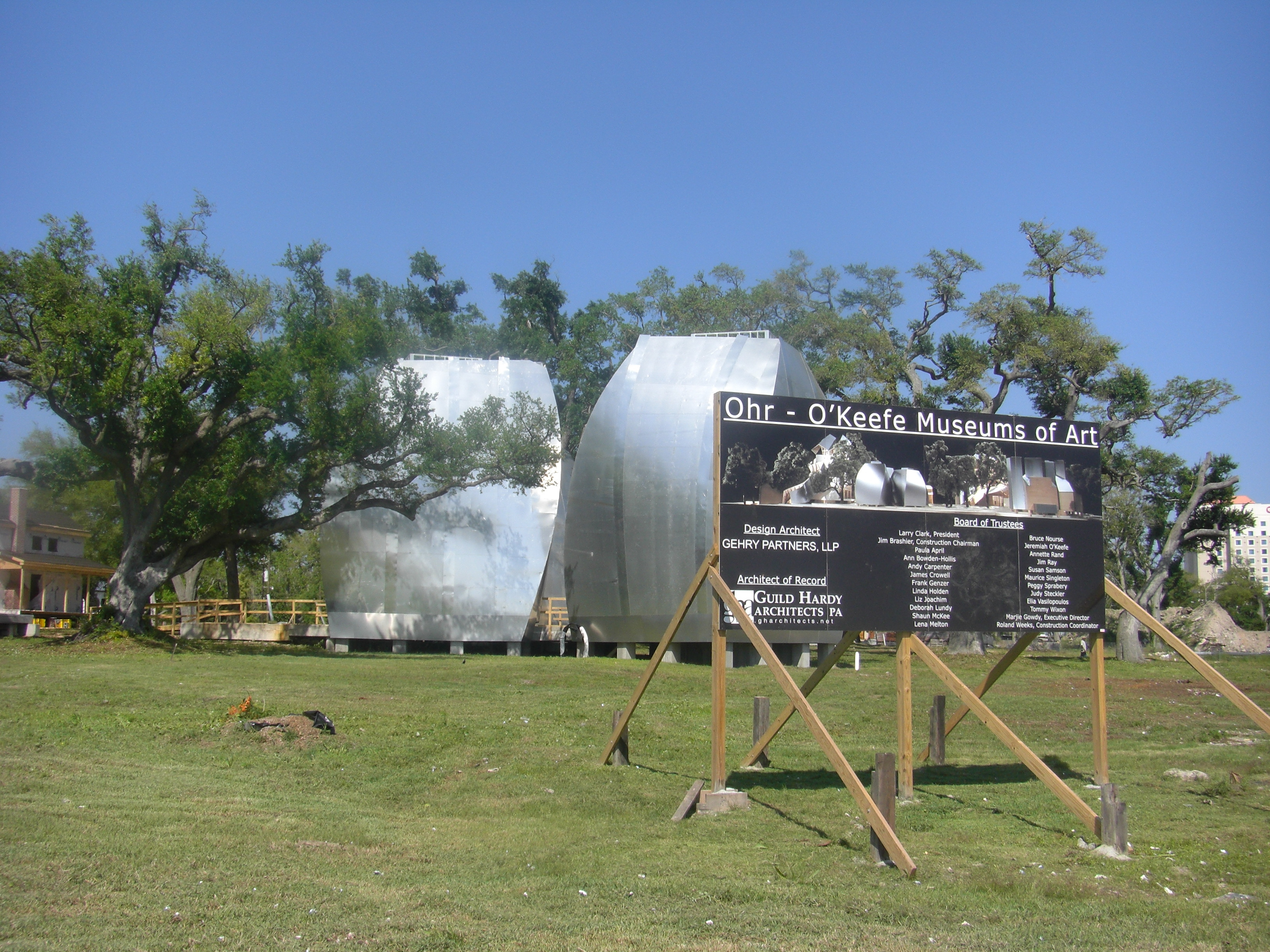
"Beines" de Frank Gehry al Museu Ohr-O'Keefe

Ohr va morir ignorat el 1918. Durant dècades, les seves peces van quedar en un garatge darrere la gasolinera dels seus fills a Biloxi. L'obra d'Ohr és considerada avui en dia com trencadora i precursora de l'escultura i la ceràmica abstracta que es va desenvolupar a meitats del segle xx; les seves peces actualment són relativament insòlites i molt cobdiciades.
Alguns trets notables de la ceràmica d'Ohr són les seves parets extremadament fines, els esmalts metàl·lics, i formes pessigades i retorçades; fins al dia d'avui, pocs ceramistes han estat capaços de replicar-les utilitzant el torn, que era la eina amb què Ohr feia les seves peces. Ohr excavava localment la major part del seu fang del riu Tchoutacabouffa, al sur del Mississippí  . Tchoutacabouffa és el nom de la tribu Biloxi per a les peces de ceràmica trencades."
S'anomenava ell mateix el "Ceramista boig de Biloxi", vestia i es pentinava de forma excèntrica i va inscriure en algunes de les seves peces un poema pujat de to que deia: "La Molly i jo érem a la platja ocupats en la follia de la natura, la sorra era calenta sobre la meva esquena però el sol escalfava la Molly"

## El Museu d'Art Ohr-O'Keefe
El Museu d'Art Ohr-O'Keefe a Biloxi conté una extensa col·lecció permanent de l'obra d'Ohr. Tres edificis del nou recinte dissenyat per Frank Gehry es van obrir al públic el 8 de novembre de 2010, amb diverses exposicions que incloïen una important selecció de l'obra de George Ohr. A més dels edificis de Gehry, també es va obrir al públic el Pleasant Reed Interpretive Center .

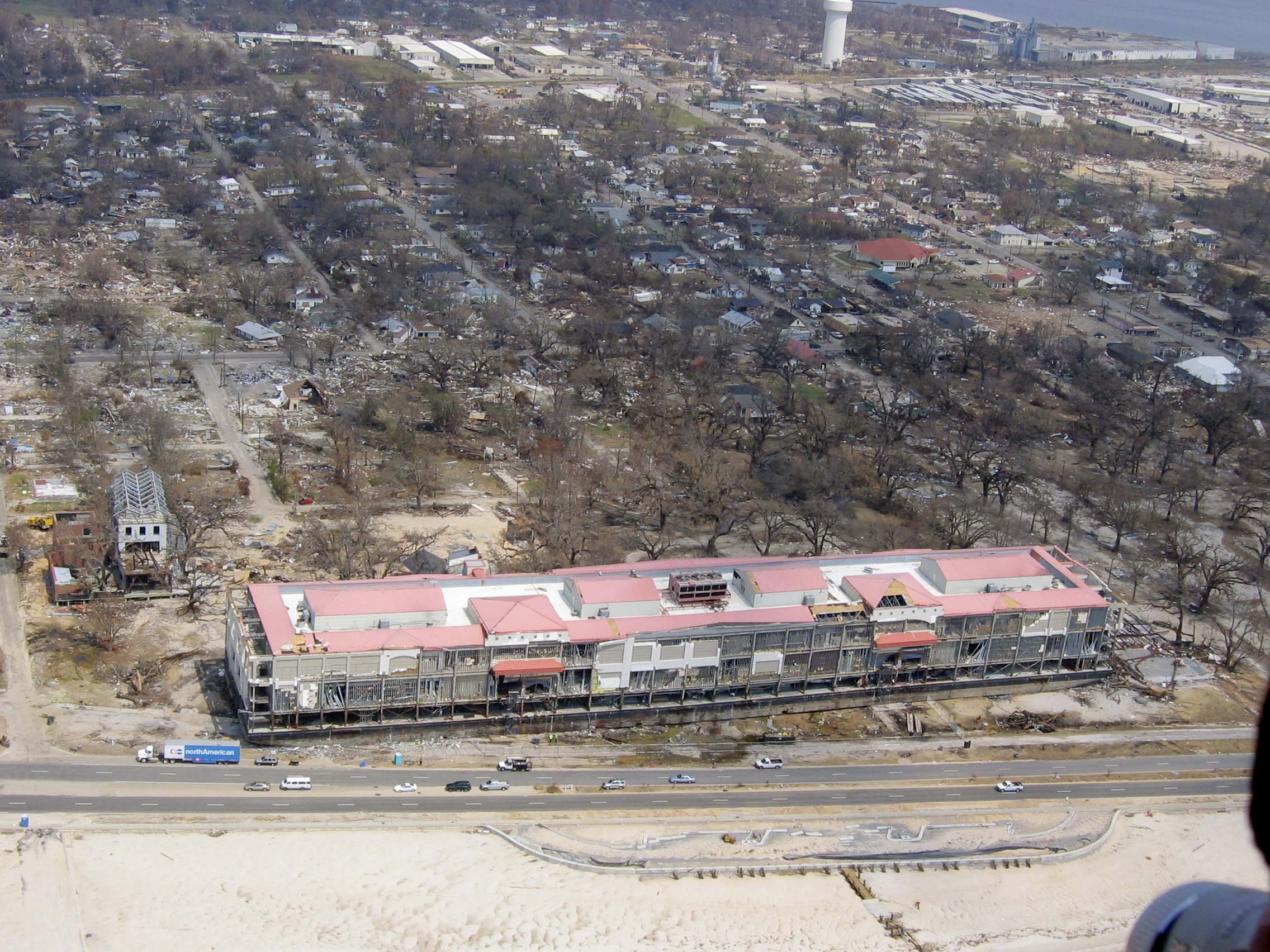
Vista aèria del vaixell-casino arrossegat al recinte del Museu Ohhr-O'Keefe el setembre del 2005

El recinte del museu va ser parcialment destruït durant l'Huracà Katrina, quan un vaixell-casino va ser arrossegat contra les instal·lacions en construcció. Els visitants poden veure la construcció planejada a la part oest del recinte, començant per l'edifici del Centre de Ceràmica, seguit per les "Beines" George E. Ohr que es van concloure en 2014 però només es va obrir una al públic, mentre les altres tres esperen finançament.
Del 2007 al 2010, Ohr Rising: The Emergence of an American Master, una gran exposició nacional de la ceràmica d'Ohr, va viatjar a Pomona, California; San Angelo, Texas; Alfred, New York; Toronto, Canada; i al Louisiana State University Museum of Art a Baton Rouge, Louisiana. Moltes d'aquestes peces, així com altres que mai abans havien estat exposades, es poden veure ara al Museu Ohr-O'Keefe.